# Европска федерална странка
Европска федерална странка је политичка странка која се залаже за јаче и дубље међудржавне интеграције у Европској унији. Званично је створена шестог новембра 2011. у Паризу са спајањем две већ постојеће политичке организације: „Europe United“ и „The French Federalist Party“. Циљ странке је да унапређује федерализацију Европе и да учествује на свим будућим парламентарним изборима у Европској унији, укључујући и европске изборе у 2014. Идеологија странке је федерализам и социјални либерализам.

## Националне и регионалне репрезентације странке
Европска федерална странка има национална и регионална одељења у следећим земљама:
- Аустрија
- Белгија
- Чешка
- Естонија
- Француска
- Немачка
- Грчка
- Мађарска
- Ирска
- Италија
- Холандија
- Пољска
- Португалија
- Румунија
- Скандинавија: Данска, Исланд, Норвешка, Шведска
- Шпанија
- Велика Британија
- Кина
- САД

## Организација странке
После федералне конвенције у Паризу 2011. су Yves Gernigon и Pietro De Matteis постали први председници странке; а затим су Hélène Feo и Jan Van Arkel изабрани као потпредседници; Nico Segers је изабран за ризничара странке. После федералне конвенције у Риму 2014. изгледала је администрација на следећи начин:
- Председници: Pietro De Matteis
- Потпредседница: Georgios Kostakos
- Генерални Секретари: Emmanuel Rodary
- Односи са Јавношћу: Michel Caillouet
- Ризничарка: Mariarosaria Marziali

## Званични интернет сајт странке
http://www.federalistparty.eu/

## Европска федерална странка у вестима
Странка је била главна тема у неколико новинских публикација и чланака. Неких од њих су овде наведене: 
- Euractiv.com - Italy - Partito federalista europeo: congresso a Roma, idee e proposte[3]
- WAZ - Der Westen - Unterwegs im Schloss Bellevue[4]
- Brussels Diplomatic - Europe - Interview with the European Federalist Party[5]
- The New Federalist - UK/Europe - In defense of real European parties[6]
- Europae - Rivista di Affari Europei - Italy - All’Europa serve una rivoluzione strutturale. È il momento della Federazione europea[7]
- The Epoch Times - Romania - Cum ar putea arăta Statele Unite ale Europei[8]
- Un Mondo di Italiani - Italy - Una donna europea. Intervista a Stefania Schipani, vicepresidente del Partito Federalista Europeo[9]
- Le Taurillon - France - Plaidoyer pour de vrais partis européens[10]
- ΗΜΕΡΑ ΤΣΗ ΖΑΚΥΘΟΣ - Greece- ΑΝΟΙΧΤΗ ΕΠΙΣΤΟΛΗ[11]
- Rete Sole - Italy - Intervista con Dott.sa Stefania Schipani, presidente della sezione Italiana del Partito Federalista Europeo[12]
- Euractiv.fr - France - Le parti fédéraliste veut son candidat à la présidentielle[13]
- Radicali.it - Il Partito Federalista Europeo e Marco Pannella protestano contro la violazione della libertà di associazione in Europa[14]
- Radio France Internationale - France - Yves Gernigon, président du Parti fédéraliste[15]
- MenteLocale.it - Italy - Siamo tutti greci: la manifestazione a De Ferrari[16]
- Cuore e Ambiente - Italy -[17]
- Per La Pace.it - Italy - La Grecia siamo noi! Siamo tutti europei![18]
- Europe Today - Europe - The race for the 2014 EP Elections begins[19]